# La volta al món en vuitanta dies (pel·lícula)
|  | Aquest article tracta sobre la pel·lícula de 1956. Vegeu-ne altres significats a «La volta al món en vuitanta dies (desambiguació)». |

La volta al món en vuitanta dies (títol original en anglès Around the World in Eighty Days) és una pel·lícula estatunidenca d'aventures de 1956, dirigida per Michael Anderson i basada en la novel·la homònima de Jules Verne. Està doblada al català.
Narra les aventures de Phileas Fogg en la seva volta al món, en tren, elefant, vaixell, i trineu. El seu viatge s'inicia a Anglaterra i segueix per França, Espanya, el Canal de Suez, l'Índia, Hong Kong, Japó, i l'Oest dels Estats Units. Algunes localitzacions són autèntiques, però d'altres són recreacions d'estudi, la majoria d'elles a Hollywood.
El director va utilitzar el sistema Todd-AO de 70 mm per a rodar les escenes; ja s'havia utilitzat prèviament en Oklahoma (1986), de Fred Zinnemann.
La pel·lícula va obtenir 5 Oscars i 2 Globus d'Or, entre altres nominacions.

## Argument
Phileas Fogg, un anglès de l'època victoriana, opina que es pot fer la volta al món en tan sols 80 dies gràcies als nous vaixells de vapor i ferrocarrils. Els membres del Reform Club al qual pertany el repten a demostrar-ho, i ell hi aposta tota la seva fortuna.
Farà aquest viatge acompanyat pel seu majordom Passepartout. Hi ha un problema, però: quan marxen surt a la llum la notícia que el Banc d'Anglaterra ha estat robat, i la policia sospita d'ell. El detectiu, creient que el viatge és una coartada, el perseguirà per tot el món per tal d'arrestar-lo.

## Repartiment
- David Niven: Phileas Fogg
- Cantinflas: Passepartout
- Shirley MacLaine: Princesa Aouda
- Finlay Currie: Andrew Stuart
- Robert Morley: Gauthier Ralph
- Ronald Squire: membre del Club
- Basil Sydney: membre del Club
- Noël Coward: Hesketh-Baggott
- John Gielgud: Foster
- Trevor Howard: Denis Fallentin
- Harcourt Williams: Hinshaw
- Martine Carol: turista
- Fernandel: conductor francès
- Charles Boyer: Monsieur Gasse
- Ronald Colman: oficial ferroviari
- Robert Cabal: guia i conductor d'elefant
- Charles Coburn: empleat de Steamship Company
- Peter Lorre: cambrer
- George Raft: goril·la del saloon
- Red Skelton: borratxo del saloon
- Marlene Dietrich: hostessa del saloon
- John Carradine: Coronel Stamp Proctor
- Frank Sinatra: pianista del saloon
- Buster Keaton: conductor de tren

## Premis i nominacions
Premis
- Oscar a la millor fotografia en color, al millor muntatge, a la millor pel·lícula, al millor guió adaptat, i a l'oscar a la millor banda sonora.
- Globus d'Or a la millor pel·lícula dramàtica i al millor actor (Cantinflas).

Nominacions
- Oscar al millor director, a la millor direcció artística en color, i al millor vestuari en color.
- Globus d'Or al millor director (Michael Anderson)